# Jayne Appel
Jayne Katherine Appel (nacida el 14 de mayo de 1988 en Berkeley, California) es una exjugadora de baloncesto estadounidense. Fue campeona del mundo con Estados Unidos en el Mundial de la República Checa 2010.